# Гелена Готліб
Гелена Готліб (пол. Helena Gotlib; нар. 1885, Гродно — пом. 1943, Варшава) — польська актриса театру і кіно на ідиші.

## Біографія
Гелена Готліб народилася в 1885 році в інтелігентній родині в Гродно. Незабаром її сім'я переїхала до Варшави, де Гелена навчалася в гімназії. У довоєнний період грала в трупах Аврума-Іцхока Камінського і знімалася в його фільмах на кіностудії Kosmofil, головним чином граючи амплуа — роль матері.
У роки першої світової війни працювала в Російській імперії. Потім повернулася до Польщі, виступала в єврейському театрі «Централ» у Варшаві. У 1923 році разом з чоловіком Айзиком Самбергом перейшла до Віленської трупи («Вілнер трупі»), що базувалася в цей період в Бухаресті, і грала у складі цього колективу до 1929 року.
Під час окупації Польщі нацистами загинула у Варшавському гетто.

## Фільмографія
- «Двомужниця» (їд. Zajn wajbs man; 1913)
- «Кара Божа» (їд. Gots Sztrof; 1913)
- «Знехтувана дочка» (їд. Di fersztojsene tochter; 1915)
- «Двомужница» (їд. Zajn wajbs man; 1916, друга екранізація того ж сценарію)
- «Тридцять шість» (їд. Łamed wow; 1925)
- «У польських лісах» (їд. Pojlisze welder; 1929)